# Robert Pannier

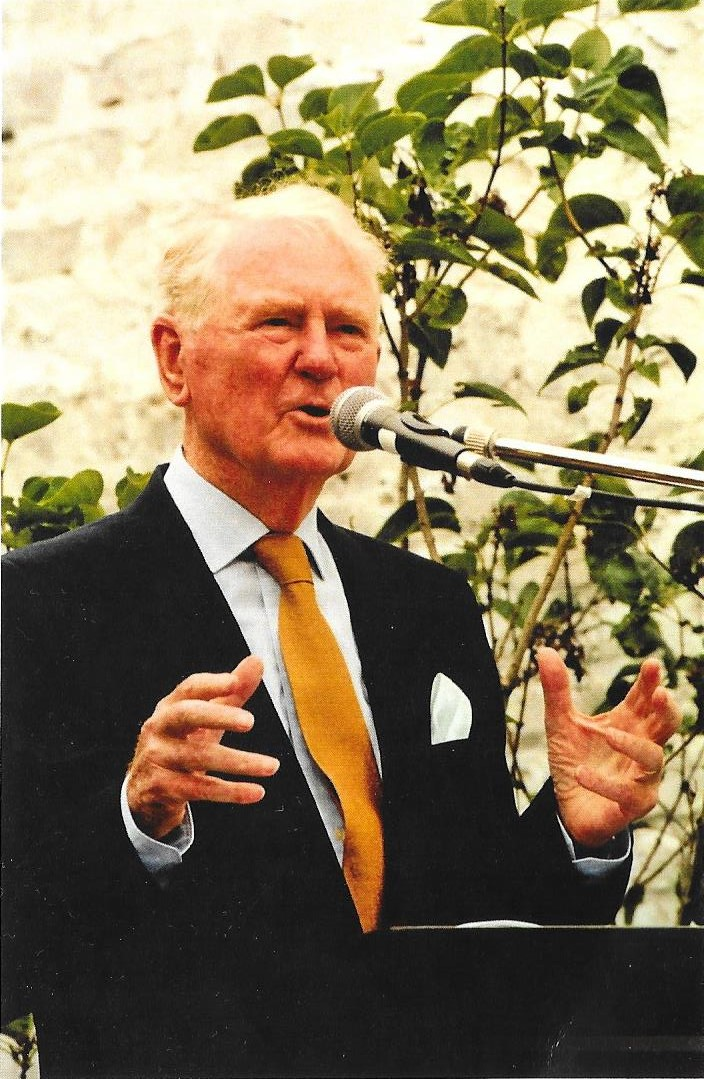
Dr. Robert Pannier

Robert Pannier (Brugge, 27 september 1919 – Brugge, 25 maart 2016) was een Belgisch arts, docent, historicus en kunstverzamelaar.

## Familie
Robert A.C. Pannier werd geboren in het gezin van de provinciale directeur van belastingen voor West-Vlaanderen op het Ministerie van Financies, Arthur Pannier, en van Adèle Van Hecke. De familie Pannier woonde ononderbroken in Brugge sinds de 17de eeuw.
Hij trouwde in 1946 met Suzanne Peemans en ze kregen zes dochters, waarvan één het diploma haalde van romaniste, twee van kunstgeschiedenis, twee van geschiedenis en één van rechten. Anne Adriaens-Pannier werd doctor in de kunstgeschiedenis en departementshoofd bij de Koninklijke Musea voor Schone Kunsten in Brussel en zij is specialiste van het werk van Léon Spilliaert en van Luc Peire. 
Zijn broer, René Pannier, werd arts, cardioloog, hoogleraar aan de Rijksuniversiteit Gent, lid en voorzitter van de Koninklijke Academie voor Geneeskunde.

## Studies
Na de middelbare studies aan het Koninklijk Atheneum in Brugge (retorica in 1938) studeerde Pannier geneeskunde aan de Rijksuniversiteit Gent en promoveerde tot doctor in de genees-, heel- en vroedkunde in mei 1944. Hij ging zich toen, volgens de traditie, persoonlijk voorstellen aan het veertigtal Brugse artsen. Na de Bevrijding werd hij opgeroepen voor legerdienst en bleef vervolgens aan het leger verbonden met de graad van reserve-kapitein-commandant.
Vanaf 1942 was hij leerling-assistent bij professor Goormachtigh en werkte mee aan wetenschappelijk onderzoek. Hij maakte een kleine studie over de tripiscidale kleppen van de kat, waarvoor hij de prijs Richard Boddaert ontving.
In 1946 was hij British Council Scholar en werd gedurende een jaar assistent bij professor Clement Price-Thomas in het Brompton Hospital (Londen). In 1948 was hij laureaat in de interuniversitaire wedstrijd met een studie over de invloed van de renale hypertensie bij het konijn op de halsspieren en de coronaire bloedvaten en in 1950 laureaat van de wedstrijd voor reisbeurzen. In 1951 werd hij een van de eerste Belgische Fulbright Fellows en kon hij gedurende een jaar gaan werken in verschillende Amerikaanse ziekenhuizen, gespecialiseerd in pneumologie. Hij was onder meer assistent in het Trudeau Sanatorium in Saranac Lake (Verenigde Staten). In 1954 was hij de eerste laureaat van de Derscheid Award voor pneumologie, toegekend door de Belgische Liga tegen Tuberculose.
Ondertussen was hij al in 1944 tot assistent benoemd bij dokter Louis De Winter, hoofd van de dienst pneumologie en fysiologie in het Brugse Sint-Janshospitaal. Na zijn verblijf in Londen, was hij geïnteresseerd in thoraxchirurgie en werd vanaf oktober 1947 assistent bij professor Joseph Sebrechts, in hetzelfde ziekenhuis, tot aan diens dood met Pasen 1948.
Op aanraden van dokter De Winter keerde hij terug naar de behandeling van inwendige ziekten. In 1952 werd hij de adjunct en in 1954 de opvolger van De Winter. Hij bleef dit tot aan zijn pensionering in 1984. Hij maakte in 1977-1979 de verhuizing mee van het oude Sint-Janshospitaal naar het nieuwe AZ Sint-Jan. Hij maakte de belangrijke evolutie mee in zijn specialiteit, enerzijds het in grote mate overwinnen van de tuberculose, anderzijds de diagnose van de longkanker en de identificatie van het roken als belangrijke oorzaak ervan.

## Andere medische activiteiten
- Pannier werd in 1944 lid van de Brugse geneeskundige vereniging, in 1954 werd hij bestuurslid, in 1958 secretaris en in 1962 voorzitter.
- In het dispensarium Albert I in Brugge (gesticht in 1919) werd Pannier geneesheer-directeur en ondernam hij serieonderzoeken naar tuberculose en voerde bronchoscooponderzoeken uit, die mee aan de wieg stonden voor de diagnose van longkanker. Dit onderzoek werd bekroond met de Prijs Belscheidt.
- Hij was raadgevend arts in het preventorium Georges Brown in Wenduine.
- Hij was lid van de Belgische Vereniging voor de Strijd tegen Tuberculose en van de Union Internationale contre la tuberculose (Parijs).
- Hij was diensthoofd van de ambulante dienst van de Liga tegen Tuberculose en voorzitter van de provinciale afdeling van deze liga.
- Hij werd lid en voorzitter (1975) van de Belgische Vereniging voor Pneumologie, die in 1962 zijn eerste congres in Brugge hield en in 1972 opnieuw in Brugge congresseerde.
- Hij was lid of erelid van:
  - de Société de pathologie thoracique du Nord de la France,
  - de Société française des maladies respiratoires,
  - de Société internationale de Bronchologie,
  - het American College of Chest Physicians,
  - de British Thoracic Society,
  - de Société portugaise de pneumologie.
- Er werd een Europese Vereniging voor Pneumologie (Societas Europaea Pneumologica) opgericht, waarvan Pannier stichtend voorzitter werd (1979-1981) en die zijn eerste congres in Brugge en Knokke hield, met 800 deelnemers.
- Hij was lid van de Gezondheidscommissie voor de provincie West-Vlaanderen.

## Syndikaal-politieke strijd
In de jaren 1960 werd hevig strijd gevoerd vanuit het geneesherenkorps tegen de Wet Leburton, met onder meer een algemene artsenstaking in april 1964. Pannier leverde inspanningen om de verschillende artsenverenigingen samen te brengen onder één koepel en hij richtte hiervoor onder zijn voorzitterschap een Contactgroep op. Aanvankelijk werd hierdoor de strijd eensgezind gevoerd. Het kwam echter niet tot een georganiseerde vereniging en de verdere samenwerking mislukte.
Hij werd vervolgens lid van het Algemeen Syndicaat van geneesheren, dat een belangrijke plaats innam in de onderhandelingen met het Ministerie van Volksgezondheid.
Pannier werd lid van het Beheerscomité van het RIZIV en lid van het Comité voor de aanvaarding van artsen-specialisten, dat werd voorgezeten door professor Laquet.

## Docent
In 1970 werd Pannier geaggregeerde van het hoger onderwijs, op basis van zijn proefschrift Mens, geneeskunde, gemeenschap, over de plaats van de ziekteverzekering in de maatschappij.
Hij doceerde vervolgens gedurende tien jaar aan de Rijksuniversiteit Gent:
- Verzekeringsgeneeskunde en mutualiteitsgeneeskunde.
- Sociologische geneeskunde.

## Historicus
Pannier was in 1992 oprichter en eerste voorzitter (in 2006 erevoorzitter) van de studiekring voor de bevordering van de geschiedenis van de geneeskunde in Brugge, onder de naam Collegium Medico - Historicum Brugense, of meer beknopt Montanus. Deze kring houdt tweemaal per jaar een symposium, waarop verschillende aspecten van het studieobject worden besproken.

## Publicaties

### Geneeskunde
Pannier heeft een honderdtal wetenschappelijke publicaties op zijn naam, gepubliceerd in Belgische of buitenlandse geneeskundige tijdschriften, gewijd aan
- pulmonaire anatomo-pathologie en anatomo-radiologie van de tuberculose,
- bronchitis als beroepsziekte,
- infecties van de luchtwegen,
- invaliditeit als gevolg van chronische bronchitis,
- scintigrafie met 67 Gallium,
- organisatie van de geneeskunde en de Orde van geneesheren.

### Geschiedenis
- Over de Brugse arts Thomas Montanus en de geneeskunde in zijn tijd, schreef hij Van gissen naar weten. De geneeskunde te Brugge in de 17de eeuw, de tijd van Thomas Montanus (Brugge, Van de Wiele, 2008). Hij ontving hiervoor de driejaarlijkse medisch-culturele prijs van de Universiteit Gent.
- Thomas Montanus, in: Nationaal Biografisch Woordenboek, Deel 19, Brussel, 2009, col. 706-712.
- Almanakken in de 17de eeuw (1999), bekroond met de prijs voor medische geschiedenis K. Jonckheere, van de Académie royale de médecine.

## Kunstkenner
Pannier interesseerde zich, sinds zijn afstuderen, voor hedendaagse kunst. Hij ging hiervoor in de leer bij twee van zijn medestudenten, dokter Hilde Colle (de enige vrouw in zijn promotie) en dokter Roger Matthys. Hij werd kenner van actuele conceptuele kunst.
Hij was stichtend voorzitter van het Genootschap Jenny en Luc Peire in Knokke-Heist, bewaarder van de nalatenschap van kunstschilder Luc Peire..
Hij werd ook lid van de Belgische vereniging voor tuinen en heeft in zijn woning in Brugge en in zijn buitenverblijf in Knokke, tuinen aangelegd volgens het conceptuele minimalistische model en heeft dit de naam 'grass art' gegeven.